# Ludwig von Braunschweig-Lüneburg

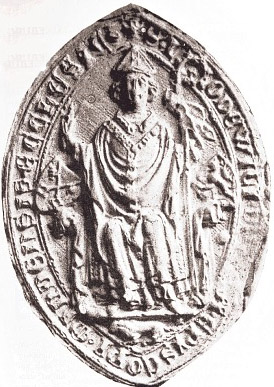
Siegelring von Ludwig

Ludwig von Braunschweig-Lüneburg (* um 1300; † 18. Juli 1346 in Walsrode) war seit 1324 Bischof von Minden.

## Leben
Sein Vater war Herzog Otto II. (der Strenge). Die Mutter war Mechthild von Bayern. Seine Brüder waren Johann von Braunschweig-Lüneburg (später Administrator des Erzbistums Bremen), Herzog Otto III. von Braunschweig-Lüneburg und Herzog Wilhelm von Braunschweig-Lüneburg. Er war der erste von mehreren Mindener Bischöfen welfischer Abstammung.
Zwar früh für den geistlichen Stand bestimmt, wurde Ludwig erst 1324 zum Subdiakon geweiht. Er war Domherr in Minden und wurde 1324 gegen den Kandidaten der Stadt Minden Brüning von Engelbostel zum Bischof von Minden gewählt. Erst ein Schiedsspruch seines Bruders Otto sicherte ihm die Herrschaft. Hinter seiner Wahl stand die Hoffnung, dass es mit Ludwig zu einer Zusammenarbeit mit dem Herzogtum Braunschweig-Lüneburg kommen würde. Dies hätte ein Gegengewicht gegen die Bedrohung durch die Grafen von Hoya, die Grafen von Wunstorf und die Grafen von Schaumburg bedeutet. Dazu kam es jedoch nicht.
Im Inneren musste sich der Bischof mit den Unabhängigkeitsbestrebungen der Bürger der Stadt Minden auseinandersetzen. Er beschwerte sich verschiedentlich gegenüber dem Rat der Stadt, dass dieser seine Rechte vor allem in Hinblick auf die Wichgrafen missachten würde. Unterstützt wurde er dabei von seinem Onkel Kaiser Ludwig der Bayer. Bischof Ludwig gelang es 1332 von seinem Onkel auch die Rechte eines Freiherzogtums im Rahmen der Vemegerichtsbarkeit zu erhalten. Damit verbunden war das Recht Freistühle zu errichten. Sein Ziel damit seinen Einfluss auf die Stadt Minden zu vergrößern hatte nur begrenzten Erfolg.
Es kam in seiner Regierungszeit zu schweren Kämpfen mit den Grafen von Hoya. Dabei hatte mal die eine, mal die andere Seite Erfolg. Angeblich wurden die Grafen von Hoya dabei von Ludwigs Brüdern unterstützt. Im Jahr 1335 haben die Truppen von Hoya die Mindener Burg Neuhaus zerstört. Das Stift verlor das Amt Stolzenau. Zur Abwehr der Bedrohung von Seiten der Grafen von Hoya wurde die Schlüsselburg errichtet. Allerdings war die finanzielle Lage des Bischofs so schlecht, dass er dem Mindener Domkapitel, dem Edelvogt von dem Berge und der Stadt Minden ein Mitverfügungsrecht einräumen musste. Nur so konnte der Bau bezahlt werden. Ein Jahr später wurde ein allgemeiner Landfriede verkündet. An der katastrophalen finanziellen Lage des Bischofs änderte sich nichts. Das Domkapitel verweigerte sich einer Besteuerung der Domherren. Daraufhin unterstellte Ludwig das Stift 1339 der Vormundschaft seiner herzoglichen Brüder. Die Herzöge hatten das Recht verpfändete Mindener Burgen auszulösen und sich aus Gütern des Stifts zu entschädigen. Die Vormundschaftsregierung dauerte bis 1348 an. Dies bedeutete, dass das Stift in weltlicher Hinsicht stark unter den Einfluss des Herzogtums Braunschweig-Lüneburg geriet. In der Folge gelang es Ludwig dann doch noch die Besteuerung des Klerus durchzusetzen. Allerdings hatte bei Erhebung und den Ausgaben fortan das Domkapitel erhebliches Mitspracherecht. In der Zeit seines Nachfolgers Gerhard vom Schaumburg wurde daraus die Beteiligung des Domkapitels an der weltlichen Regierung des Stifts insgesamt durch den „geschworenen Rat.“
In geistlicher Hinsicht stiftete er 1330 ein Benediktinerinnenkloster. Das Kloster zu Egelstorpe hat er geweiht.